# The Count (gruppo musicale)
The Count è stato un gruppo musicale statunitense originario di Boston guidato dal cantante, pianista Joe Viglione, attivo anche come produttore discografico con la Varulven Records. Dopo alcuni singoli pubblicati dal leader il gruppo esordisce nel 1978 con la Flamingo. Pubblica poi tre album con l'etichetta francese New Rose Records.

## Formazione
- Joe Viglione
- Fudge Keegan
- Jeff Hill
- Todd Carnes

## Discografia

### Album in studio
- 1978 - I'm A Star(Flamingo)
- 1982 - Love and Flame (New Rose Records)
- 1984 - The Intuition Element (New Rose Records)
- 1986 - New Changes (New Rose Records)

### Raccolte
- 1984 - Dimension Ten - Lost Inside the Midnight Sun

### Come Joe Viglione
- 1997 - Love Songs Just for You  (Varulven)
- 2005 - Life's Work (Varulven)